# Alness
Alness, schottisch-gälisch: Alanais, ist eine Stadt in der schottischen Council Area Highland. Sie liegt in der traditionellen Grafschaft Ross-shire, die zwischen 1889 und 1975 zur Verwaltungsgrafschaft Ross and Cromarty gehörte. Alness ist etwa 13 km nordöstlich von Dingwall, 20 km nördlich von Inverness und 5 km westlich von Invergordon nahe dem Cromarty Firth, einem Meeresarm des Moray Firth gelegen und verzeichnete im Jahre 2011 5872 Einwohner. Der gleichnamige Fluss Alness mündet bei Alness in den Cromarty Firth.
Bei Alness existierte im 20. Jahrhundert eine Basis der Royal Air Force.
Mit Teaninich und Dalmore befinden sich zwei Whiskybrennereien in Alness. Im benachbarten Invergordon sind mit Invergordon und der ehemaligen Brennerei Ben Wyvis zwei weitere whiskyproduzierende Betriebe zu finden.

## Verkehr
Alness liegt etwa einen Kilometer nördlich der A9, die etwa 7 km südwestlich über die Cromarty Bridge den Cromarty Firth überquert. Der Bahnhof von Alness wird regelmäßig von der Far North Line bedient.

## Sport
Der Alness United F.C. spielt (Stand 2020/21) in der North Caledonian Football League, einer eigenständigen Liga des schottischen Fußballs, die nicht an das Ligen-System angekoppelt ist.

## Persönlichkeiten
- David Forsyth (1854–1909), Schachspieler
- Robert Munro, 1. Baron Alness (1868–1955), Jurist und Politiker

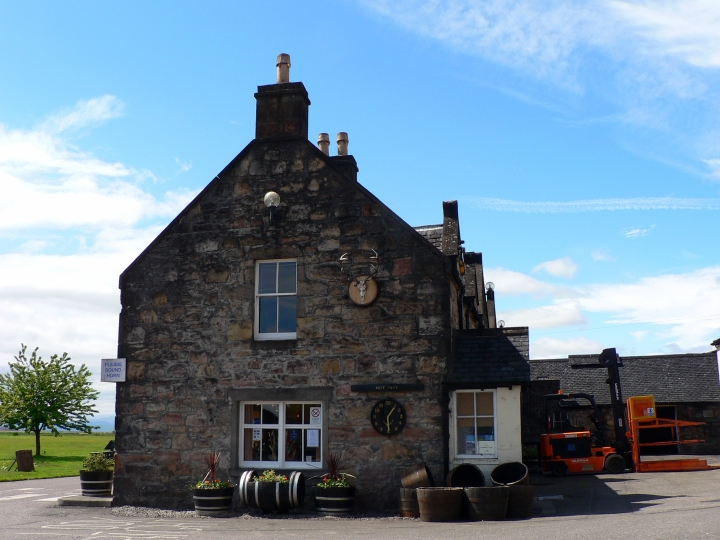
Dalmore-Brennerei
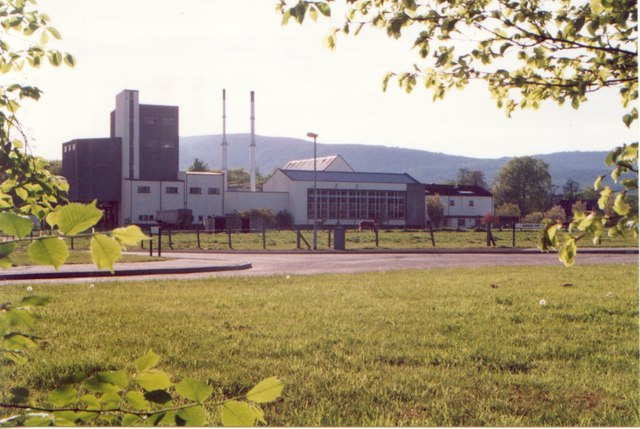
Teaninich-Brennerei
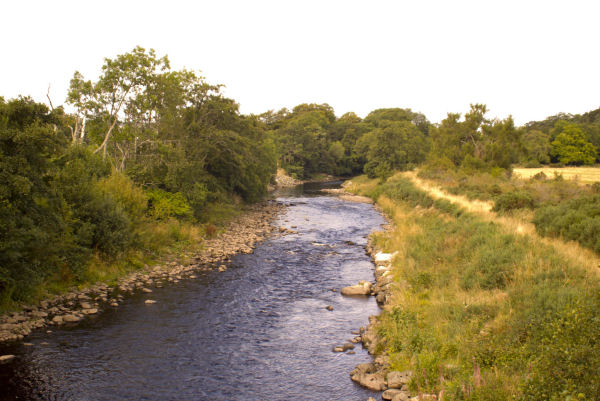
Fluss Alness